# Cotransportador Na-K-2Cl
Los cotransportador Na+-K+-2Cl- (NKCC1 y NKCC2) son proteínas transmembranales que facilita el co-transporte de un ion de sodio, uno de potasio y dos de cloruro desde el espacio extracelular hacia el interior de la célula. NKCC1 está ubicado en la membrana basolateral de distintos epitelios, mientras que la ubicación de NKCC2 es la membrana de la superficie apical—en contacto con la luz tubular—de la rama ascendente gruesa del asa de Henle en la nefrona del riñón.

## Función
En el riñón, el cotransportador de Na+-K+-2Cl- actúa en la reabsorción de sodio, es decir, transporta el sodio del túbulo renal hacia el interior de la célula, con el fin de diluir la orina en ese punto, lo que disminuye la osmolaridad del líquido que sale del asa de Henle y facilita la reabsorción de agua en el ducto colector, bajo la influencia de la hormona antidiurética o vasopresina. El resultado final es una micción más concentrada y de menor volumen.
El NKCC2 es bloqueado por la furosemida y otros diuréticos de asa, causando una orina más abundante y diluida al aumentar la cantidad de sodio excretado en la orina, el cual arrastra el agua consigo.